# Patricia Berthelot
Pour les articles homonymes, voir Berthelot.
Patricia Berthelot, née le 7 avril 1969 à Bénouville et morte le 9 janvier 2020 dans le 15e arrondissement de Paris, est une experte en marketing camerounaise. Après différents postes à responsabilité, elle est directrice générale adjointe des Brasseries du Cameroun pendant quatre ans,.

## Biographie
D'origine camerounaise mais née en France, à Bénouville, le 7 avril 1969, Patricia Berthelot est la fille de la sénatrice Nicole Okala du Rassemblement démocratique du peuple camerounais du Mbam et Inoubou et la petite fille du sénateur français d’origine camerounaise Charles Okala.
Elle effectue ses études primaires et une grande partie du secondaire au Cameroun, mais c’est bien en France en 1989 qu’elle obtient son baccalauréat en économie,.

### Études
Après avoir obtenu une licence de management, elle s’oriente vers la filière Economie à l’Université de Paris II Panthéon-Assas où elle passe en master en 1996. Quelques années plus tard, elle suit un programme professionnel en marketing à la London Business School pour un programme professionnel en Marketing.
Elle épouse Mbenoun Hell.

### Carrière
Après un brève expérience professionnelle en France, Patricia Berthelot retourne au Cameroun, où elle travaille pour Shell Cameroun et Tchad de 1998 à 2000. Elle occupe ensuite plusieurs postes à responsabilité chez Shell à Abidjan et à Paris.
En 2005, Patricia Berthelot retourne au Cameroun pour travailler dans la Société anonyme des Brasseries du Cameroun (SABC) comme cheffe de département Marketing. En avril 2007 elle devient Directrice Marketing, poste qu’elle occupe jusqu’en février 2010 quand elle décide de rejoindre DIAGEO (Guinness Cameroun SA) d'abord à Douala, puis aux Seychelles où elle est CEO pendant 3 ans.
Le 22 février 2016, elle rejoint la nouvelle équipe dirigeante de la Société Anonyme des Brasseries du Cameroun comme directrice générale adjointe des Brasseries du Cameroun, chargée du commercial et du marketing avec pour mission la reconquête des parts de marché.
Parallèlement, elle s'engage en faveur de la sécurité routière et soutient l'association Securoute.
Elle meurt le 9 janvier 2020 à l'âge de 50 ans dans le 15e arrondissement de Paris, des suites d'une maladie. Elle est inhumée au cimetière du Père Lachaise à Paris.